# Người Azerbaijan
Người Azerbaijan (tiếng Azerbaijani: Azərbaycanlılar, آذربایجانلیلار) hoặc Azeri là một dân tộc người Turk sống chủ yếu ở Cộng hòa Azerbaijan và vùng Azerbaijan ở phía tây bắc Iran. Họ còn có tên khác là "người Thổ Azerbaijan" (Azərbaycan Türkləri), họ sống trong một khu vực rộng lớn, kéo dài từ Kavkaz tới sơn nguyên Iran. Người Azerbaijan chủ yếu theo Hồi giáo Shia, và có một di sản văn hóa pha trộn, bao gồm cả văn hóa của các dân tộc Iran, dân tộc Turk và các dân tộc vùng Kavkaz. Họ là nhóm dân tộc lớn nhất ở Cộng hòa Azerbaijan và đến nay là nhóm dân tộc lớn thứ hai ở hai nước láng giềng Iran và Gruzia.
Sau Chiến tranh Nga-Ba Tư từ năm 1813 đến 1828, lãnh thổ của Qajar Iran ở  Kavkaz đã bị nhượng lại cho Đế quốc Nga. Hiệp ước Gulistan năm 1813 và Turkmenchay năm 1828 đã hoàn tất biên giới giữa Nga và Iran. Và sau hơn 80 năm dưới ách thống trị của Đế quốc Nga ở Kavkaz, Cộng hòa Dân chủ Azerbaijan đã được thành lập vào năm 1918, hình thành nên lãnh thổ của Cộng hòa Azerbaijan ngày nay.

## Lịch sử
Các cư dân cổ đại ở khu vực này nói tiếng Azeri cổ thuộc ngữ chi Iran của ngữ hệ Ấn-Âu. Vào thế kỷ 11 CN, với các cuộc chinh phạt của Seljuq, các bộ lạc Turk Oghuz bắt đầu di chuyển qua cao nguyên Iran tới Kavkaz và Anatolia. Về sau càng nhiều bộ lạc Oghuz và Turkmen tới đây do cuộc xâm lược của Mông Cổ. Những bộ lạc Turkmen lan rộng thành các nhóm nhỏ, một số định cư ở Kavkaz, khiến cư dân địa phương bị Thổ Nhĩ Kỳ. Theo thời gian thì họ cải đạo sang Hồi giáo Shia.